# Euclinia
Euclinia es un género con tres especies de plantas con flores perteneciente a la familia de las rubiáceas.
Es nativo de África tropical y Madagascar.

## Especies
- Euclinia longiflora Salisb. (1808).
- Euclinia squamifera (R.D.Good) Keay (1958).
- Euclinia suavissima (Homolle ex Cavaco) J.-F.Leroy (1974).